# Olympische Sommerspiele 1964/Teilnehmer (Griechenland)
| Gelbes Symbol für Goldmedaillen mit stilisierten Olympischen Ringen | Graues Symbol für Silbermedaillen mit stilisierten Olympischen Ringen | Braundes Symbol für Bronzemedaillen mit stilisierten Olympischen Ringen |
| ------------------------------------------------------------------- | --------------------------------------------------------------------- | ----------------------------------------------------------------------- |
| —                                                                   | —                                                                     | —                                                                       |

Griechenland nahm an den Olympischen Sommerspielen 1964 in Tokio mit einer Delegation von 18 männlichen Athleten an 16 Wettkämpfen in vier Wettbewerben teil. Ein Medaillengewinn gelang keinem der Athleten. Fahnenträger bei der Eröffnungsfeier war der Leichtathlet Georgios Marsellos.

## Teilnehmer nach Sportarten

### Leichtathletik
- Georgios Marsellos
110 m Hürden: im Vorlauf ausgeschieden

- Christos Papanikolaou
Stabhochsprung: 18. Platz

- Dimitrios Manglaras
Weitsprung: 25. Platz

- Georgios Tsakanikas
Kugelstoßen: 13. Platz
Diskuswurf: 22. Platz

- Christos Pierrakos
Speerwurf: 10. Platz

### Ringen
- Vasilios Ganotis
Fliegengewicht, griechisch-römisch: in der 3. Runde ausgeschieden

- Petros Galaktopoulos
Federgewicht, griechisch-römisch: in der 3. Runde ausgeschieden

- Dimitrios Savvas
Leichtgewicht, griechisch-römisch: in der 3. Runde ausgeschieden

- Athanasios Zafeiropoulos
Fliegengewicht, Freistil: in der 3. Runde ausgeschieden

- Stefanos Ioannidis
Leichtgewicht, Freistil: in der 2. Runde ausgeschieden

### Schießen
- Alkiviadis Papageorgopoulos
Schnellfeuerpistole 25 m: 21. Platz

- Lambis Manthos
Kleinkalibergewehr liegend 50 m: 32. Platz

- Georgios Pangalos
Trap: 19. Platz

- Fotios Issaakidis
Trap: 45. Platz

### Segeln
- Panagiotis Koulingas
Finn-Dinghy: 8. Platz

- Georgios Zaimis
Drachen: 8. Platz

- Odysseus Eskitzoglou
Drachen: 8. Platz

- Themistoklis Magoulas
Drachen: 8. Platz